# Heubach (Bade-Wurtemberg)
Pour les articles homonymes, voir Heubach.
Heubach est une ville de Bade-Wurtemberg (Allemagne), située dans l'arrondissement d'Ostalb, dans la région de Wurtemberg-de-l'Est, dans le district de Stuttgart.

## Jumelages
- Laxou (France) depuis 1964